# Gastón Etlis
Gastón Etlis (Buenos Aires, 4 de novembro de 1974) é um ex-jogador de tênis argentino de ascendência judia.

## Biografia
Em janeiro de 2005, conquistou a marca de nº 17 do mundo em duplas.
O tenista destro conquistou quatro títulos na carreira, em duplas, e alcançou sua melhor posição no ranking de singles, em maio de 2000, quando se tornou o jogador nº 114 do mundo.
Etlis se tornou profissional em 1993. Em agosto de 1995, em San Marino, venceu o nº 40 do mundo, Carlos Costa, por 7-6 (4) e 6-4. Em janeiro de 1997, derrotou o suíço nº 24 do mundo, Marc Rosset, por 6-3 e 7-6 (1), em Zagreb.
Etlis competiu nos eventos individuais no Australian Open, de 1996, e no Aberto da França nos dois anos seguintes. Resolveu então competir como duplista. A partir de 2000, o principal parceiro de duplas de Etlis foi Martín Rodríguez.
Em 2000 e 2002, chegou à terceira rodada do Aberto da França.
Etlis competiu como duplista no Australian Open de 2003. Ele e seu parceiro Rodríguez chegaram às semifinais. Depois de derrotarem Leander Paes e David Rikl (6-3 e 6-3), nas quartas de final, perderam por 3-6 e 4-6 para a dupla primeira do ranking formada por Mark Knowles e Daniel Nestor.
No 2003, no Aberto da França, Etlis e Rodríguez chegaram às quartas, perdendo para Paul Haarhuis e Yevgeny Kafelnikov.
Etlis competiu em duplas mistas com Clarisa Fernández, em Roland Garros, em 2003. Eles perderam nas quartas de final para Cara Black e Wayne Black por 6-3 e 6-3.
Etlis e Rodriguez alcançaram à terceira rodada, em 2003, no tradicional torneio de Wimbledon.

### Olimpíadas
O tenista representou a Argentina nos Jogos Olímpicos de Verão de 1996, em Atlanta, Estados Unidos, onde foi derrotado na primeira rodada pelo sul-africano Wayne Ferreira.
Nos Jogos Olímpicos de Verão de 2004, competiu no evento de duplas com o parceiro Martín Rodríguez. Derrotaram Tommy Robredo e Feliciano López, da Espanha, por 6-3 e 6-4. Os argentinos capitularam na segunda rodada diante de Fernando González e Nicolás Massú por 6-3 e 7-6 (2) e foram eliminados.
Etlis e Rodriguez chegaram às semifinais, em 2004, do Australian Open, quando foram derrotados por 6-2 e 7-5 por Michaël Llodra e Fabrice Santoro.
Eles chegaram à quartas do Aberto da França de 2004, quando foram vencidos por 6-4, 6-4 pela dupla belga Xavier Malisse e Olivier Rochus.
Etlis e Rodriguez venceram o Valencia Series Internacional, em abril de 2004.

### Copa Davis
Etlis fez dois jogos pela equipe argentina na Copa Davis, em 1996, contra o México. Perdeu para Alejandro Hernandez por 6-7(5), 2-6 e 4-6 e bateu Leonardo Lavalle por 6-3 e 3-6, seguido de desistência do mexicano.

## Torneios ATP (4; 0+4)

### Duplas (4)

#### Títulos
| Legenda                |
| Grand Slam (0)         |
| Tennis Masters Cup (0) |
| ATP Masters Series (0) |
| ATP Tour (4)           |

| Nº | Data                    | Torneio                 | Superfície   | Parceiro         | Oponentes na final             | Resultado      |
| -- | ----------------------- | ----------------------- | ------------ | ---------------- | ------------------------------ | -------------- |
| 1. | 11 de fevereiro de 2002 | Torneio de Viña del Mar | Terra batida | Martín Rodríguez | Lucas Arnold Ker Luis Lobo     | 6-3 e 6-4      |
| 2. | 18 de fevereiro de 2002 | Torneio de Buenos Aires | Terra batida | Martín Rodríguez | Simon Aspelin Andrew Kratzmann | 3-6 6-3 e 10-4 |
| 3. | 12 de abril de 2004     | Torneio de Valência     | Terra batida | Martín Rodríguez | Feliciano López Marc López     | 7-5 e 7-6(5)   |
| 4. | 22 de agosto de 2005    | Torneio de New Haven    | Dura         | Martín Rodríguez | Rajeev Ram Bobby Reynolds      | 6-4 e 6-3      |

### Finalista em duplas (10)
| Nº | Data                    | Torneio                    | Superfície    | Parceiro         | Oponentes na final            | Resultado           |
| -- | ----------------------- | -------------------------- | ------------- | ---------------- | ----------------------------- | ------------------- |
| 1. | 21 de fevereiro de 2000 | Torneio do México          | Tierra batida | Martín Rodríguez | Byron Black Donald Johnson    | 3-6 e 5-7           |
| 2. | 24 de julho de 2000     | San Marino                 | Terra batida  | Jack Waite       | Tomáš Cibulec Leoš Friedl     | 6-7(1) e 5-7        |
| 3. | 10 de setembro de 2001  | Torneio da Costa do Sauípe | Dura          | Brent Haygarth   | Enzo Artoni Daniel Melo       | 3-6 6-1 e 6-7(5)    |
| 4. | 22 de abril de 2002     | Torneio Conde de Godó      | Terra batida  | Lucas Arnold Ker | Michael Hill Daniel Vacek     | 4-6 e 4-6           |
| 5. | 15 de julho de 2002     | Torneio de Stuttgart       | Terra batida  | David Adams      | Joshua Eagle David Rikl       | 3-6 e 4-6           |
| 6. | 19 de abril de 2004     | Masters de Montecarlo      | Terra batida  | Martín Rodríguez | Tim Henman Nenad Zimonjić     | 5-7 e 2-6           |
| 7. | 13 de setembro de 2004  | Torneio de Delray Beach    | Dura          | Martín Rodríguez | Leander Paes Radek Štěpánek   | 0-6 e 3-6           |
| 8. | 27 de setembro de 2004  | Torneio de Palermo         | Terra batida  | Martín Rodríguez | Lucas Arnold Ker Mariano Hood | 5-7 e 2-6           |
| 9. | 11 de outubro de 2004   | Torneio de Viena           | Dura          | Martín Rodríguez | Martin Damm Cyril Suk         | 7-6(4) 4-6 e 6-7(4) |
| 8. | 31 de janeiro de 2005   | Torneio de Viña del Mar    | Terra batida  | Martín Rodríguez | David Ferrer Santiago Ventura | 3-6 e 4-6           |